# Hiatus aorticus

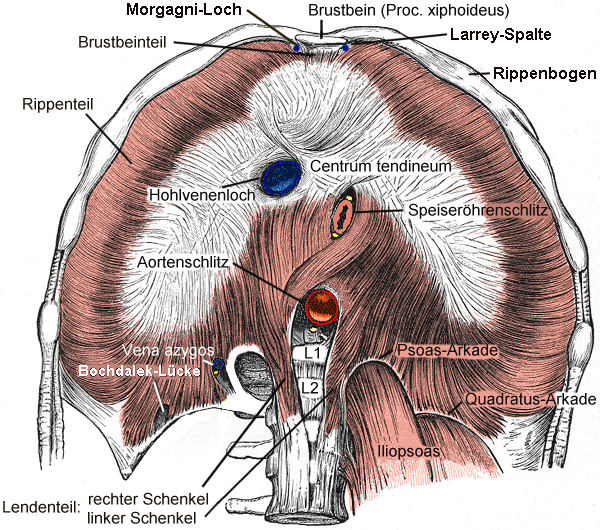
Zwerchfell mit Aortenschlitz in der unteren Bildmitte.

Der Hiatus aorticus (lat. für ‚Aortenschlitz‘) ist eine Öffnung im Zwerchfell zwischen den Schenkeln seines Lendenteils. Er liegt schräg zur Längsachse des Körpers und reicht beim Menschen vom ersten Lendenwirbel bis zum elften Brustwirbel. Begrenzt wird er rückenseitig vom Wirbelkörper, bauchseitig vom Ligamentum arcuatum medianum und seitlich von den beiden Schenkeln des Zwerchfells.
Durch den Hiatus aorticus zieht die Aorta in die Bauchhöhle und der Ductus thoracicus in das Mediastinum der Brusthöhle. Im Gegensatz zur Vena cava inferior am Hohlvenenloch sind die durchtretenden Strukturen nur durch lockeres Bindegewebe fixiert und damit gleitend gelagert. Bei der Einatmung wird die Aorta allerdings nicht komprimiert.